# هيروتو إيشيكاوا
هيروتو إيشيكاوا (باليابانية: 石川 啓人) (16 يوليو 1998 في فوكوكا في اليابان – )؛ هو لاعب كرة قدم ياباني سابق كان يلعب كمهاجم.

## وصلات خارجية
- هيروتو إيشيكاوا على موقع رابطة كرة القدم اليابانية للمحترفين (اليابانية)
- هيروتو إيشيكاوا على موقع قاعدة بيانات كرة القدم.إي يو (الإنجليزية)
- هيروتو إيشيكاوا على موقع Soccerway.com (الإنجليزية)
- هيروتو إيشيكاوا على موقع عالم كرة القدم.نت (الإنجليزية)
- هيروتو إيشيكاوا على موقع كووورة